# Klonoa: Moonlight Museum
Klonoa: Moonlight Museum (風のクロノア ムーンライトミュージアム, Kaze no Kuronoa Mūnraito Myūjiamu) es un videojuego desarrollado por Namco y distribuido al público por Bandai, el cual solo salió en Japón en 1999, debido a que la consola WonderSwan no salió del mismo país. Es el primer juego de la saga de videojuegos Klonoa que salió en una consola portátil.

## Historia
Antes de Klonoa: Door to Phantomile, el primer juego de Klonoa, Klonoa: Moonlight Museum está protagonizado por Klonoa y su amigo Huepow cuando se encuentran con una joven llorando que les dice que la Luna ha sido dividida en trozos (o fragmentos) y robada por un misterioso grupo de artistas que residen en el “Moonlight Museum”. Decididos a ayudar, los dos corren hacia la entrada del Museo, y una vez que entran, un pintor los recibe llamado Picoo que los atrapa dentro de una pintura. Klonoa y Huepow deben abrirse camino a través de cinco mundos dentro del propio Museo antes de encontrar la fuente de todos sus problemas y devolver la Luna al cielo.

## Modo de juego
El juego se basa en plataformas y puzles, los cuales irás resolviendo en tu aventura en cada mundo, que consta de 5 de ellos (en concreto, en sus submundos, llamados visiones). En el videojuego, puedes saltar, correr, y agarrar a monstruos para usarlos como un salto adicional o lanzarlos para activar botones o palancas (con tu propio anillo puedes hacerlo, pero habrá veces que no tendrás tiempo, y por ello, tendrás que lanzar un monstruo). También puedes recoger llaves y usarlas en diferentes puertas que requieran cierto tipo de estas. Tienes 3 corazones que gastan medio corazón por cada daño realizado por caer o chocar contra un monstruo. Debes recolectar 3 piezas de puzle para poder pasarte el nivel. Adicionalmente, puedes recolectar todas las gemas del nivel para rellenar la pintura cuando acabas el nivel de manera perfecta. Por último, mientras saltas, si mantienes el botón de saltar pulsado, Klonoa podrá 'flotar' por un breve periodo de tiempo para llegar a ciertos sitios o no caer.

## Desarrollo del videojuego
El juego se planteó como una historia paralela al original Klonoa: Door to Phantomile, que salió para PlayStation. Se estuvo desarrollando a la par que lo estuvo Klonoa 2: Lunatea's Veil, que salió para PlayStation 2. ambos dirigidos por Hideo Yoshizawa. Mientras que el juego de PlayStation 2 se desarrolló sobre el campo de plataformas, el de WonderSwan se concentró en el campo de puzles, algo que seguiría ocurriendo en los siguientes juegos que salieron para Gameboy Advance y Wii.

## Recepción
El juego estuvo en el puesto 10 de los más vendidos de WonderSwan en su primera semana de salida. En los 2000, IGN se encargó de importar el juego de Japón y valorarlo y sus comentarios fueron "Un juego de plataformas de la WonderSwan que se ve adorable, tierno... Y demasiado genérico.". Se dijo que sus mundos eran mediocres y que no se aprovechó el hardware de la consola al máximo para desarrollar el juego de mejor manera. La propia web de IGN remarcó que el "scroll" vertical y horizontal del juego era un punto a favor para este, y que la música y el sonido estaban "por encima de la media" para los límites que tenía la consola. A Famitsu le gustó el videojuego, pero dijo que no era tan divertido como el primero de PlayStation. Según Retro Gamer, es de los mejores juegos de la WonderSwan por sus gráficos adorables y su "rejugabilidad".